# 田中敬止
田中 敬止（たなか けいし、1897年（明治30年） - 没年不詳）は、戦前に日本ホーリネス教会、きよめ教会の牧師として活躍。戦後は、基督兄弟団重鎮になる。

## 生涯

### 日本ホーリネス教会牧師

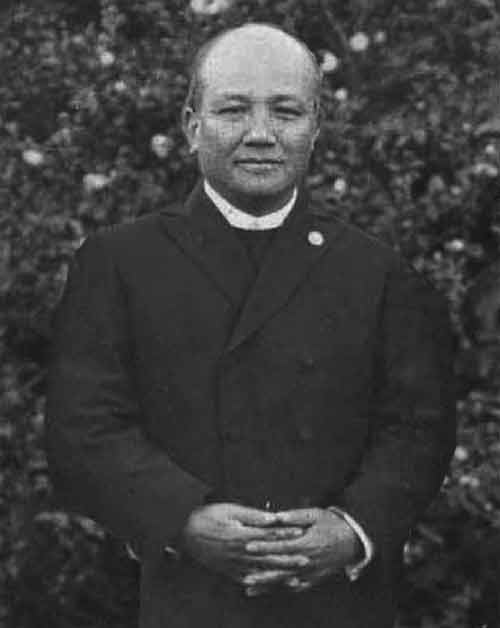
中田重治監督

柏木聖書学院を卒業し、日本ホーリネス教会の牧師になる。1933年（昭和8年）に中田重治監督の神学上の問題で、ホーリネス教会内部で分裂事件が発生する。田中は中田重治監督側につく。

### きよめ教会
1936年（昭和11年）のホーリネス和協分離の後に発足した中田派のきよめ教会に所属する。
1938年6月には中田の健康悪化のため、中田終身監督の監督業務の代行のために、きよめ教会では代行委員が設置された。田中は、中田あやめ、斎藤源八、斎藤保太郎、森五郎と共に代行委員に選出された。

### 検挙
名古屋で牧師をしている時、1942年（昭和17年）6月に治安維持法違反で特別高等警察より一斉検挙される、実刑判決を受けて、名古屋務所に移送され3年4カ月刑に服する。

### 基督兄弟団

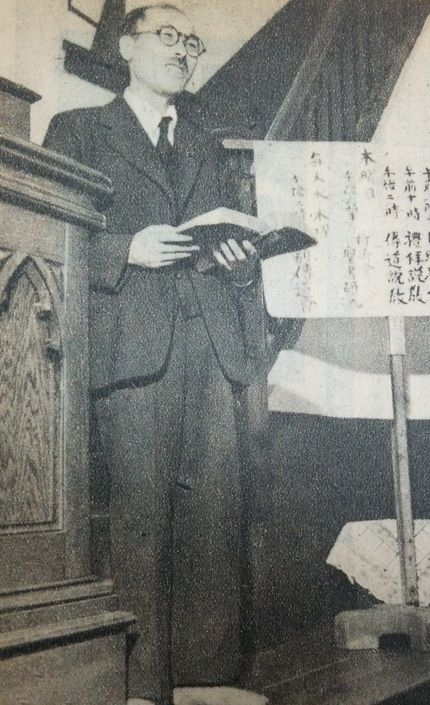
森五郎

1945年（昭和20年）11月30日に、元きよめ教会の牧師田中と森五郎、斎藤源八、中田羽後が教団の設立の案内を郵送する。翌年1946年1月～3日、新年聖会を開催して、「基督兄弟団」の設立が決められ、2月14日に10教会が参加して宗教法人法令に従って、「基督兄弟団」を届け登記を行う。1947年5月に第1回総会が森五郎が初代の主管になる。
1947年（昭和22年）秋には、茨城県東茨城郡竹原村羽鳥（現、小美玉市）に羽鳥聖書学院を設立する。1958年（昭和33年）、森五郎、谷中廣美が基督兄弟団を離脱して基督聖協団を設立する。田中は基督兄弟団に残留する。
田中が神田教会の牧師の時に基督兄弟団の分裂が起きた。神田教会は分裂のために教会の土地を失う。そこで、100名あまりの信徒のために大久保教会を設立する。
翌年、1959年（昭和29年）に中田重治監督の没20周年とプロテスタント宣教100周年記念に際して、中田重治の伝記の刊行が企画され、牧師の森五郎と伊藤馨、信徒の川端京五郎と白根栄治らと共に発起人になる。それに、田中と車田秋次、野辺地天馬、米田勇、小原十三司、泉田精一らが発起人に加わり中田派の四つの団体の指導者により中田重治伝刊行委員会が結成される。
渡辺善太、阿部義宗、中田羽後が顧問になり、米田豊の息子の米田勇によって中田の伝記『中田重治伝』が執筆が依頼される。

### 新改訳聖書刊行協力会
1961年、福音派のための新改訳聖書を翻訳・刊行するために新改訳聖書刊行協力会が組織され、福音的な諸団体が協力する。基督兄弟団より田中が代表として参加する。また基督聖教団からは代表として谷中廣美が参加する。